# Aurora (Dakota Południowa)
Aurora – miasto w Stanach Zjednoczonych, w stanie Dakota Południowa, w hrabstwie Brookings.